# Rittergut Steinbeck

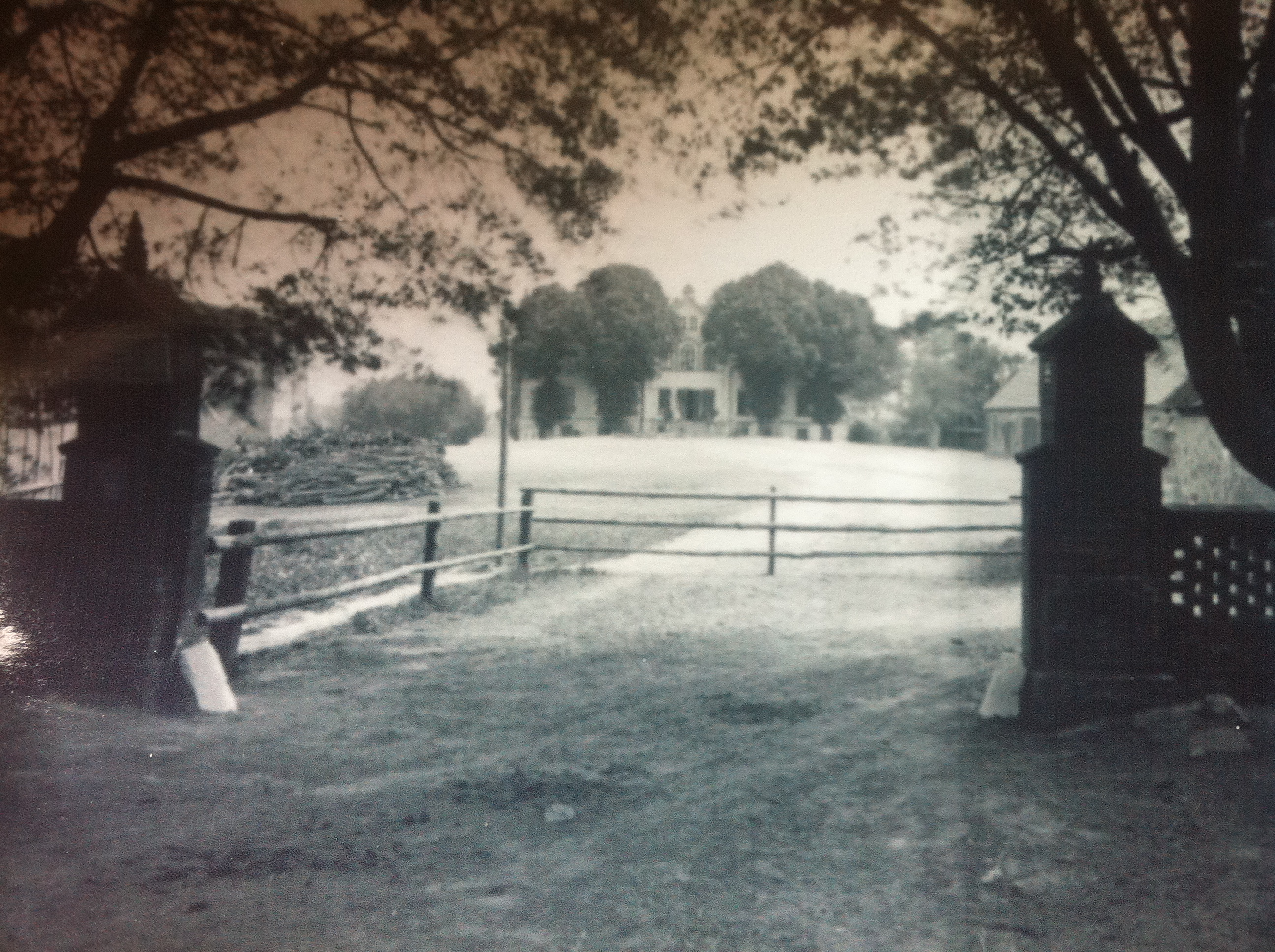
Rittergut Steinbeck

Das Rittergut Steinbeck mit seinem zuletzt um 1800 im klassizistischen Stil erneuerten Herrenhaus, war der Mittelpunkt eines neben dem gleichnamigen Ort gelegenen, etwa 400 ha umfassenden Gutsbetriebes bei Bellin in Mecklenburg, von dem heute neben Teilen der ehemaligen Wirtschaftsgebäude nur noch Reste des alten Wegenetzes und der einstigen Parkanlage erhalten sind. Das Allodialgut zählte zu den ritterschaftlichen Gütern und seine Besitzer zur mecklenburgischen Ritterschaft. Während des 19. Jahrhunderts gehörte es zum Amt Goldberg, wobei Güstrow die zuständige Poststation war.

## Geschichte
Die Ursprünge des Rittergutes Steinbeck dürften mindestens bis in das Hochmittelalter zurückreichen. Hierauf deutet die noch heute im Gelände ablesbare Gliederung in eine ehemals wohl jeweils von einem Wassergraben umgebene Vor- und Hauptburg hin. Auf dem Hügel der Hauptburg wurden in den folgenden Jahrhunderten verschiedene mit Türmen versehene, steinerne Bauten errichtet, deren Reste wohl noch in das um 1800 entstandene und bis in die 1960er Jahre hinein existierende Herrenhaus integriert wurden.
Nach 1229 werden die Herren von Bellin als werliche Vasallen für das Gebiet von Steinbeck und Bellin genannt. Das Geschlecht der Bellin ist wendischer Herkunft, gehörte zum engeren Kreis der Fürsten von Werle-Wenden und soll bereits 926 erwähnt worden sein. Durch Heirat mit Ermgard de Bellin gehen die Belliner Besitzungen 1449 auf Gerd von Linstow auf Lalendorf über. Die Erwähnung einer Barbara von Steinbeck aus Bellin, Ehefrau des Erdmort von Arenstorff um das Jahr 1570, eines Joachim von Steinbeck auf Bellin im Jahre 1575 sowie einer Ehestiftung des Hilmar von Steinbeck auf Steinbeck im Jahre 1601 bezeugen die frühe Verbindung der Güter Steinbeck und Bellin und legen zugleich nahe, dass es sich bei Steinbeck um den Stammsitz der uradeligen Familie von Steinbeck handelte. Mit dem Jahr 1662 übernimmt die Familie von Sala die Besitzungen in und um Bellin.
Im Jahre 1781 gehen die Güter Bellin und Steinbeck gemeinsam mit der Ortschaft Zehna in den Besitz von Hans Ernst Graf von Hardenberg über. Entsprechend wird ein „Hr. Landrath Graf von Hardenberg“ im „Allgemeines Verzeichnis Mecklenburg-Schwerin- und Strelitzscher Städte und Land-Güther“ von 1787 auch als Besitzer des Rittergutes Steinbeck benannt. Steinbeck scheint bis 1819 im Besitz der Familie von Hardenberg verblieben zu sein, was zumindest nahelegt, dass der im klassizistischen Stil an der Stelle der älteren Hauptburg unter der Ägide der Hardenbergs entstanden sein dürfte. Jedenfalls erfahren wir 1819 von einem Rechtsstreit des Oberhofmarschalls Graf von Hardenberg auf Drönnewitz gegen den „Cabinetts-Minister“ Graf von Hardenberg zu Wien, gemeint ist Karl August von Hardenberg, wegen Verkaufs der Güter von Steinbeck und Bellin an den dänischen Kammerherrn Christoff August von Lepel auf Dobbin. Gegenstand ist die Forderung einer Teilsumme in Höhe von 4300 Thalern aus dem Verkauf auch zugunsten der Familie von der Osten-Sacken. Im Jahre 1823 werden „Christoff August und Geschwister von Lepel“ als Besitzer der Güter Dobbin, Baebetin und Steinbeck genannt. Es ist also anzunehmen, dass zwischen 1819 und 1823 möglicherweise als Folge des Rechtsstreits um den Verkauf durch die Familie von Hardenberg eine Trennung der über Jahrhunderte miteinander verbundenen Besitzungen Steinbeck und Bellin erfolgte. Jedenfalls ging das Rittergut Steinbeck ohne Bellin nach 1834 durch Erbschaft, Heirat oder Kauf in den Besitz der Familie Sporleder über, deren Angehörige zu dieser Zeit zahlreiche Ämter in Hannover und Mecklenburg innehatten. Spätestens ab 1848 wird Carl Wilhelm Sporleder als Herr auf Steinbeck genannt. Gutsbesitzer Sporleder war zugleich Direktor des „Feuer Versicherungs Vereins für Mecklenburg“ im Distrikt Güstrow. Nachdem die Familie über mehrere Generationen auf Steinbeck gesessen hatte, ging der Besitz von den direkten Nachfahren Werner Sporleder, Georg Sporleder und Ulrich Wilhelm Emanuel Ernst Sporleder, Vater des Widerstandskämpfers und Pfarrers der Bekennenden Kirche Ulrich Sporleder durch Kauf oder Heirat in den Besitz der Familie Wunderlich über.
Im Oktober 1910 kaufte der Hamburger Unternehmer und Kaufmann Henry Brarens Sloman das rund 400 Hektar große Rittergut Steinbeck für 500.000 Reichsmark von der Familie Wunderlich, nachdem er bereits zuvor das benachbarte, ehemals der Familie von der Osten-Sacken gehörende Gut Bellin erworben hatte und so beide Besitzungen erneut vereinte. Auch in Bellin befand sich ein anstelle einer älteren Wasserburg errichtetes klassizistisches Herrenhaus, dass Sloman 1912 abtragen ließ, um an gleicher Stelle das noch heute existierende Schloss Bellin im neobarocken Stil als Altersruhesitz errichten zu lassen. Seit 1935 wurde das Rittergut Steinbeck von seinem Sohn Enrique Juan Sloman bewirtschaftet.

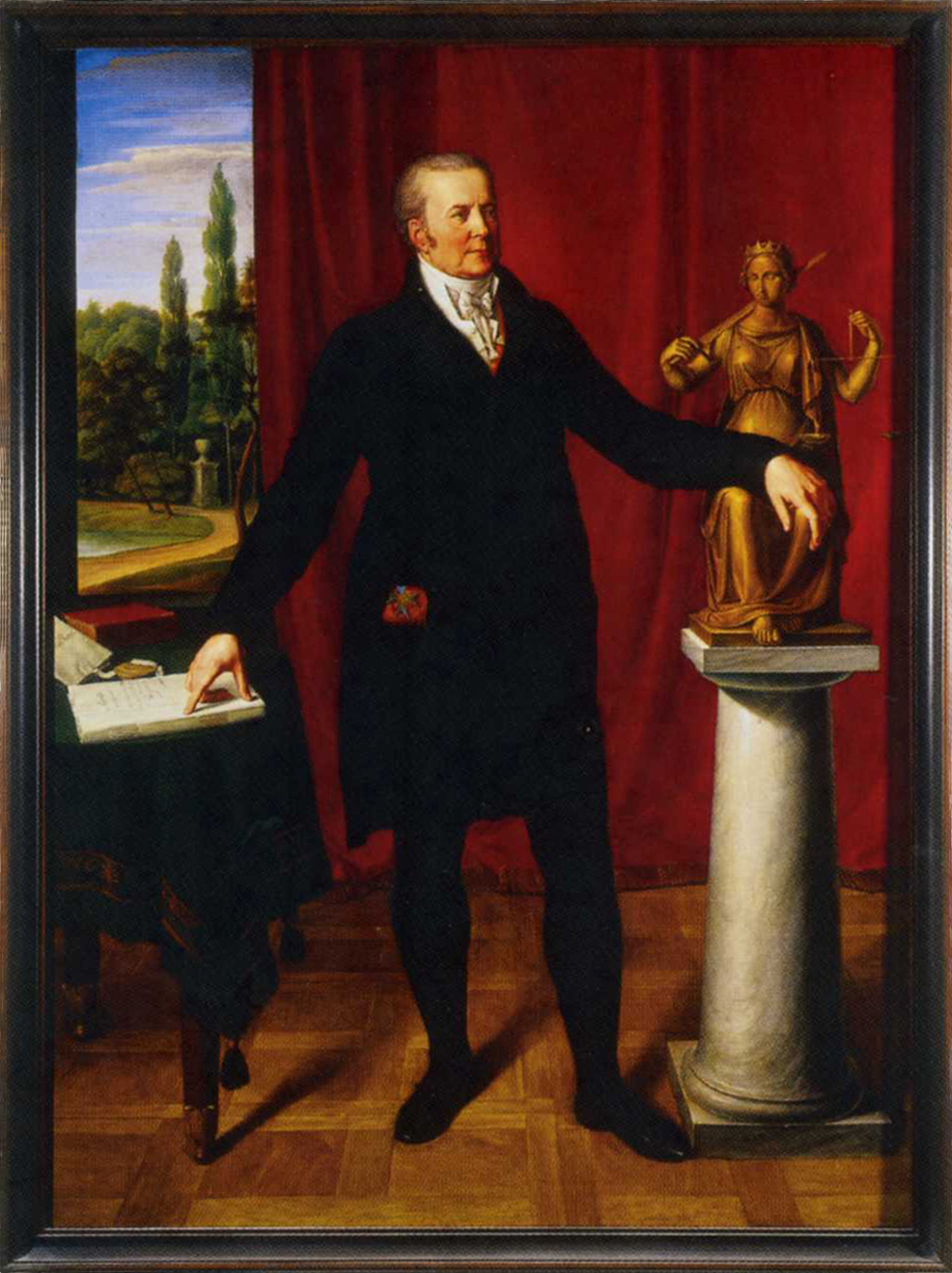
Karl August Fürst von Hardenberg, Gemälde von Friedrich Wilhelm von Schadow, vor 1812
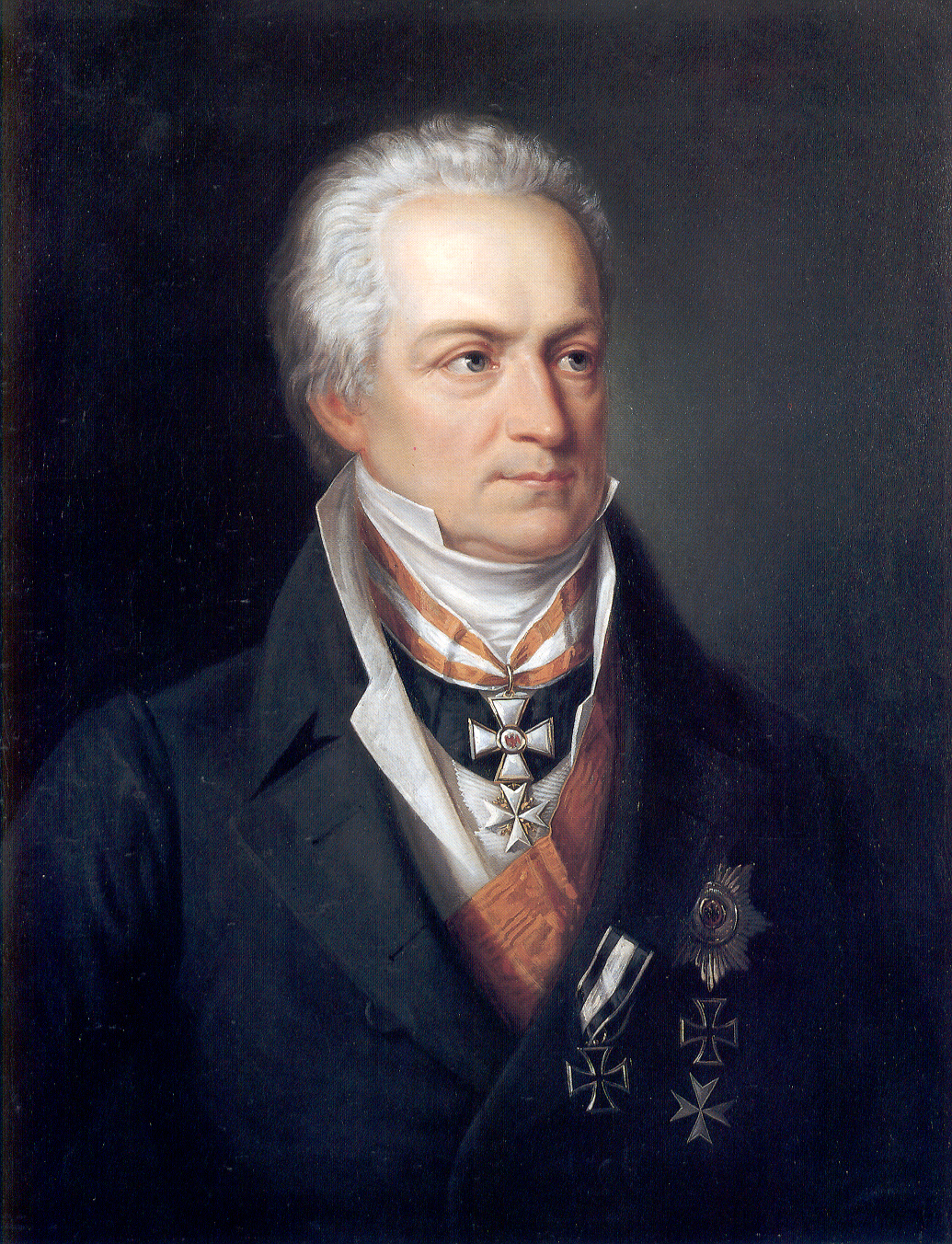
Karl August Fürst von Hardenberg, Gemälde von Friedrich Georg Weitsch, nach 1822
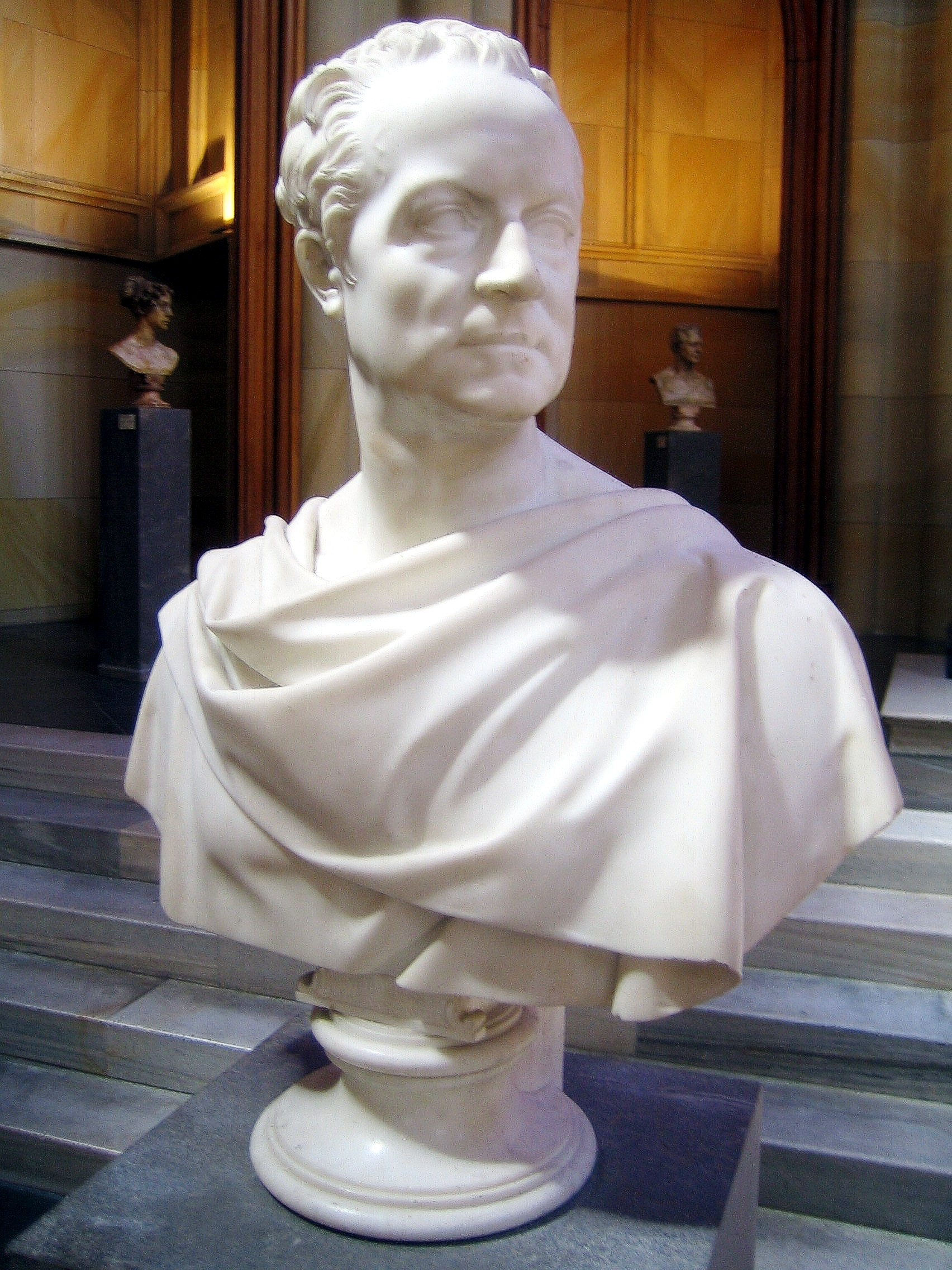
Karl August Fürst von Hardenberg, Porträtbüste von Johann Gottfried Schadow. Ausgestellt in der Friedrichswerderschen Kirche, heute Schinkelmuseum, in Berlin-Mitte
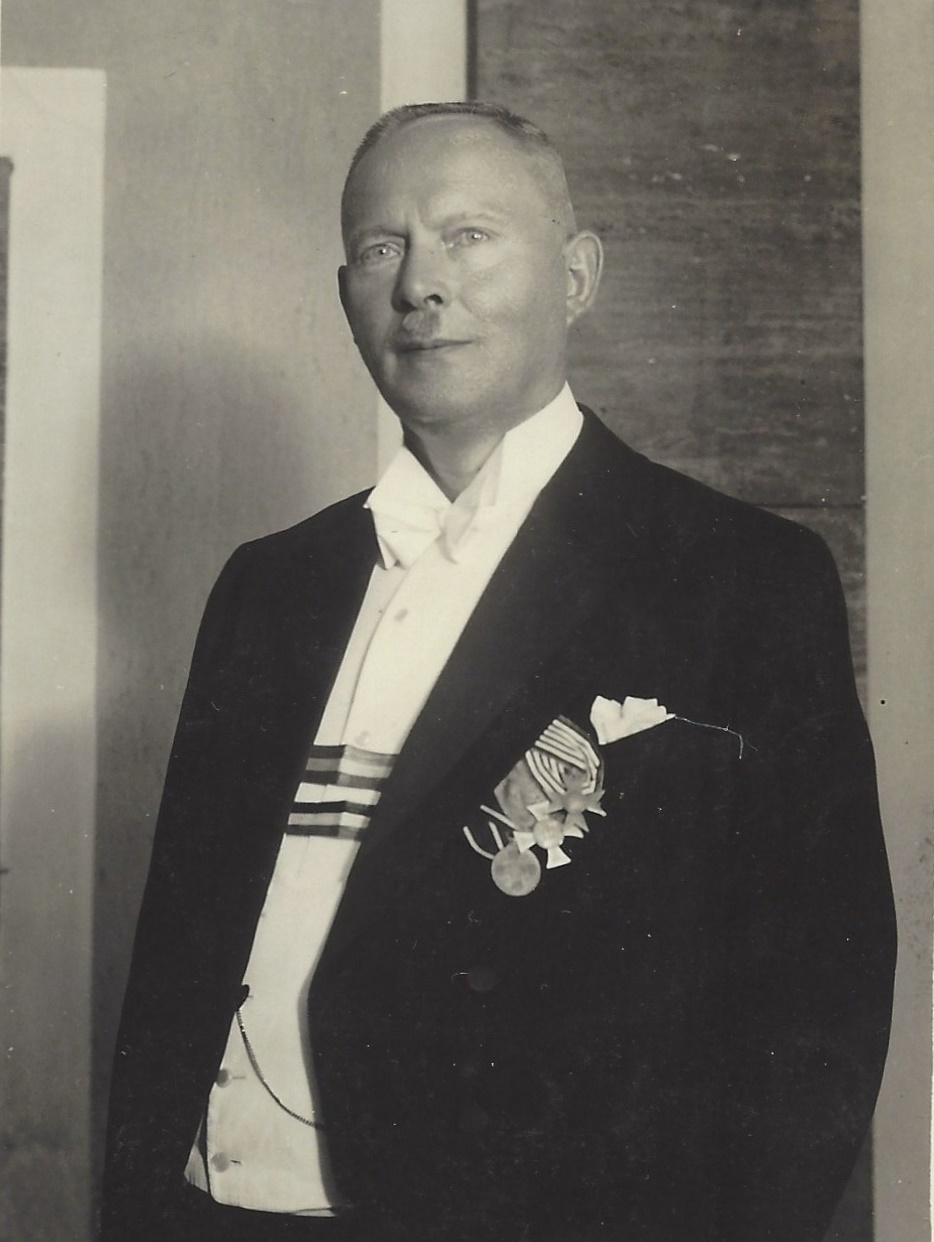
Dr. Werner Sporleder, vor 1933 Bürgermeister in Havelberg, Aschersleben, Adlershof und Treptow, nach 1933 Rechtsanwalt in Berlin, Fotografie 1936
Ulrich Sporleder, Widerstandskämpfer gegen den Nationalsozialismus und Pfarrer der bekennenden Kirche in der Uniform eines Offiziers der Panzerjäger, Fotografie um 1940

Ab 1945 wurde das Herrenhaus auf Steinbeck als Unterkunft für Flüchtlinge aus Pommern, West- und Ostpreußen genutzt. Mit  Gründung der DDR erfolgte eine Nutzung als Kulturhaus, wobei der ehemalige Ballsaal als Tanzsaal genutzt wurde. Der etwa 400 ha umfassende Gutsbetrieb wurde gemeinsam mit dem benachbarten, mehr als 1000 ha großen Schlossgut Bellin in eine LPG umgewandelt. Das Haupthaus wurde um das Jahr 1968 herum abgerissen. Erhalten sind Reste des Wegenetzes mit Alleebäumen sowie die zu beiden Seiten des Vorhofes gelegenen und heute teils zu Wohnzwecken umgebauten ehemaligen Pferde- und Schweineställe.
In dem 1912 auf dem Gelände des benachbarten und ehemals mit Steinbeck verbundenen Gutsbetriebes Bellin errichteten Schloss Bellin, wurde auf Betreiben von Margot Honecker ein Kinderheim eingerichtet, in dem zunächst achtzig am 18. Dezember 1979 über Berlin-Schönefeld in die DDR eingereiste südwestafrikanische Kinder im Kindergartenalter untergebracht wurden. Nachdem am 4. Mai 1978 südafrikanische Truppen das SWAPO-Hauptquartier in Cassinga angegriffen hatten, war SWAPO-Präsident Sam Nujoma an das Zentralkomitee der SED mit der Bitte herangetreten, Teil- und Vollwaisen sowie Flüchtlingskinder aufzunehmen, um sie so vor der südafrikanischen Besatzungsmacht in Sicherheit zu bringen. Im Rahmen des Programmes kamen bis 1986 rund 430 namibische Kinder in die DDR von denen insgesamt 298 im Schloss Bellin untergebracht wurden. Margot Honecker und Kovambo Theopoldine Nujoma statteten dem Heim mehrere Besuche ab. Kurz vor der deutschen Wiedervereinigung wurden die Kinder im Alter zwischen 8 und 17 Jahren am 26. August 1990 von der Maizière-Regierung überstürzt nach Namibia zurückgeflogen. Einige von ihnen kehrten später nach Deutschland zurück.

### Nach der Wende
Unmittelbar nach der Wende in der DDR und dem Erreichen der Deutschen Einheit besuchte die niederländische Königin Beatrix mit ihrem Mann Claus das beim ehemaligen Rittergut Steinbeck gelegene Schloss Bellin. Hintergrund des Besuches waren die familiären Beziehungen der Königin nach Mecklenburg als Enkelin des mit der Landschaft um Bellin vielfältig und eng verbundenen Heinrich Wladimir Albrecht Ernst, Herzog zu Mecklenburg [-Schwerin].

## Architektur
Der letzte Bau auf dem Grund der ehemaligen Hauptburg bestand aus einem klassizistischen 11-achsigen, eingeschossigem Putzbau über Tiefparterre mit zweieinhalbgeschossigem, dreiachsigem Mittelrisalit und jeweils zweiachsigen, wenig vorspringenden, von einer als Balustrade gestalteten Attika bekrönten und turmartig ausgebildeten Eckrisaliten. Das Satteldach beherbergte zwei Dachgeschosse und Akroteria dienten als Bekrönung der beiden seitlichen Giebel und des zentralen Dreieckgiebels. Der Bau besaß vier Kamine mit jeweils 3 bis 4 Zügen. Der Mittelrisalit mit über Brücke angebundenem, zentralem Hauptportal und zwei mittels horizontalem Gurtgesims getrennten Vollgeschossen und Dachgeschoss über sockelartig ausgebildetem Tiefparterre. Der Bau dürfte zwischen 1780 und 1830 unter Einbindung älterer, wohl von einer Wasserburg stammender Vorgängerbauten errichtet worden sein. An der Rückseite des Haupthauses befand sich ein im englischen Stil angelegter Landschaftsgarten unter Einbeziehung eines alten Wassergrabens.

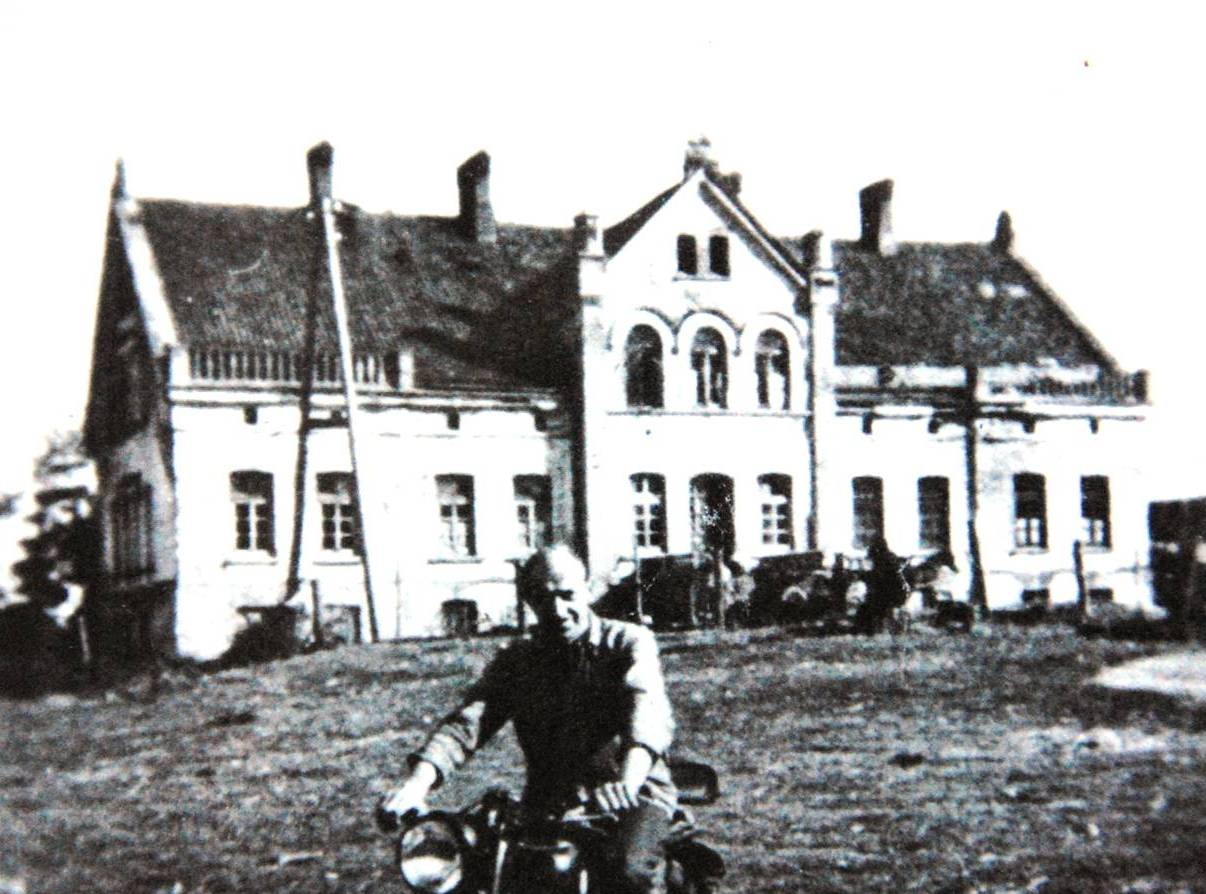
Rittergut Steinbeck bei Bellin wenige Jahre vor dem Abriss (um 1965). Im Vordergrund einer der Steinbecker Neubürger, die nach 1945 die ehemaligen Wirtschaftsgebäude bezogen mit seinem Motorrad
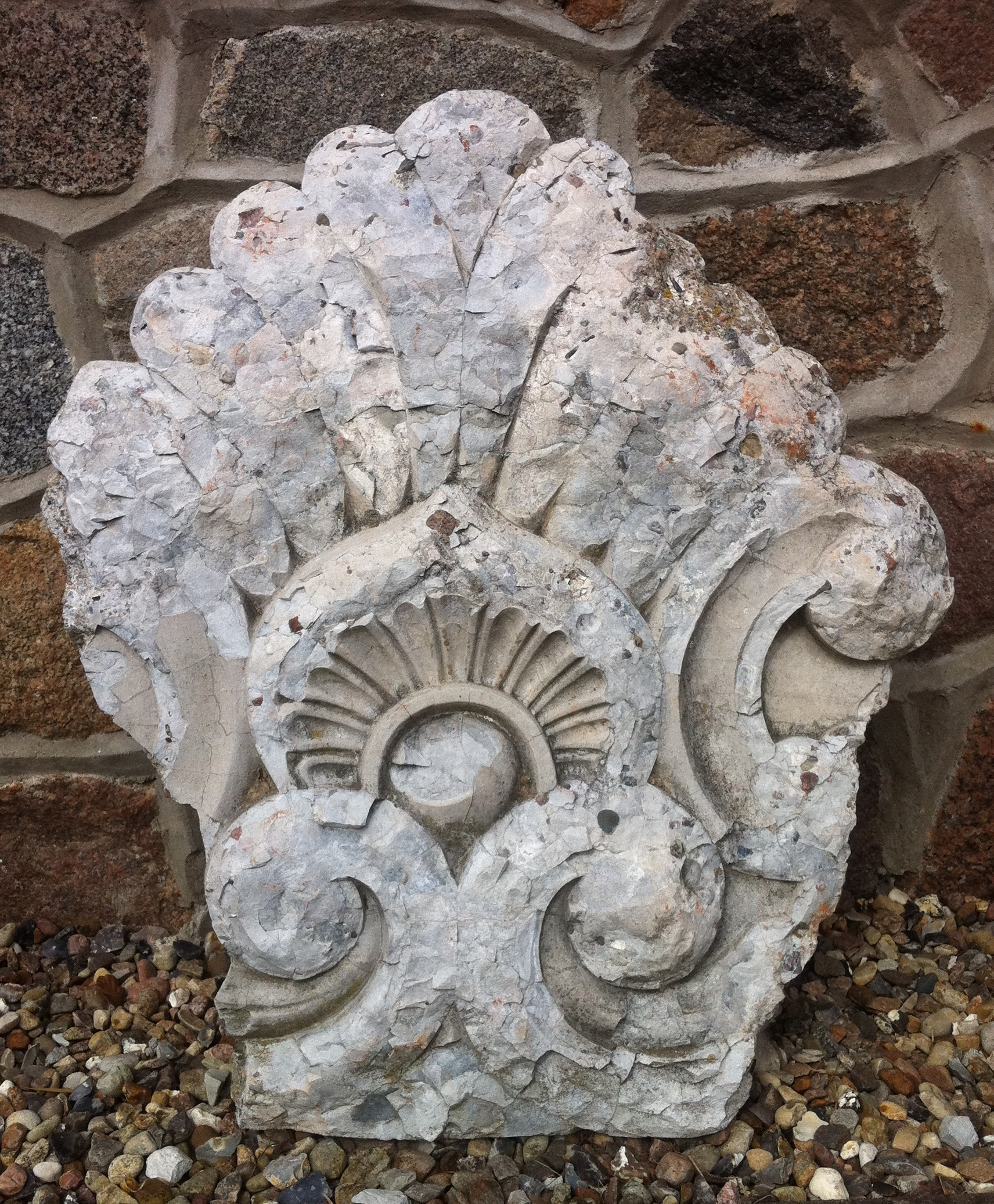
Akroterion vom Hauptgiebel des abgegangenen Rittergutes Steinbeck bei Bellin (2013)
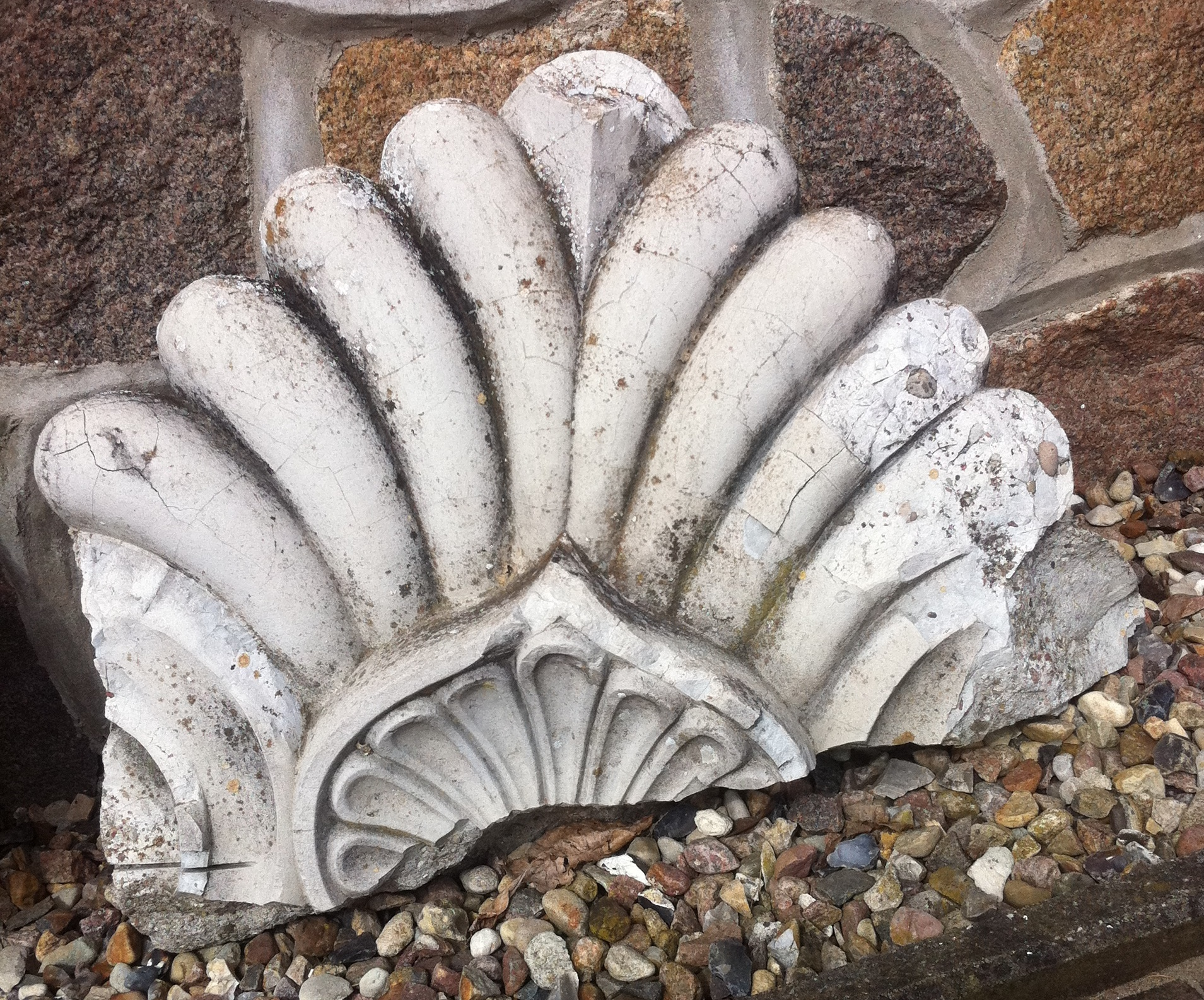
Akroterion eines Giebels vom abgegangenen Rittergut Steinbeck bei Bellin (2013)

## Ensemble
Die ursprüngliche Struktur aus Vor- und Hauptburg ist im Gelände noch ablesbar und als Bodendenkmal erhalten. Teile des aus der Vorburg wohl im Zuge der Umgestaltung im Barock und Klassizismus entstandenen ehemaligen Vorhofes sind erhalten. Dieser früher teils als Ehrenhof, teils als Guts- bzw. Wirtschaftshof genutzte Bereich erstreckte sich vom Tor aus entlang einer in Richtung von Brücke und Hauptportal des klassizistischen Herrenhauses verlaufenden Achse, gerahmt von Wirtschaftsgebäuden zu beiden Seiten. Gut und Dorf waren über eine heute noch existierende, etwa rechtwinklig zu dieser Achse verlaufende Allee angebunden.

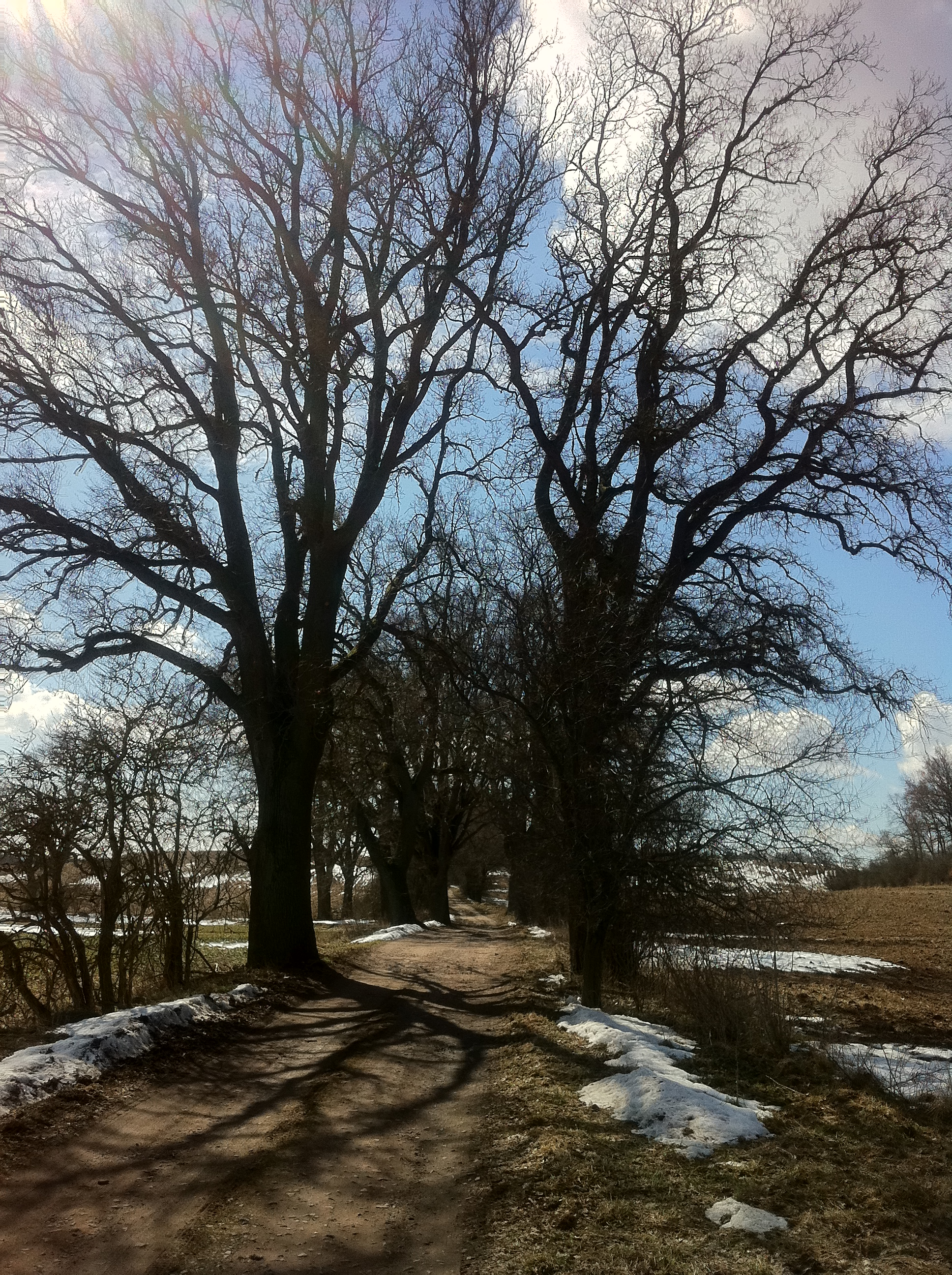
Allee zum ehemaligen Rittergut Steinbeck bei Bellin. Anfahrt aus südlicher Richtung von Marienhof oder Klein Grabow kommend (2013)
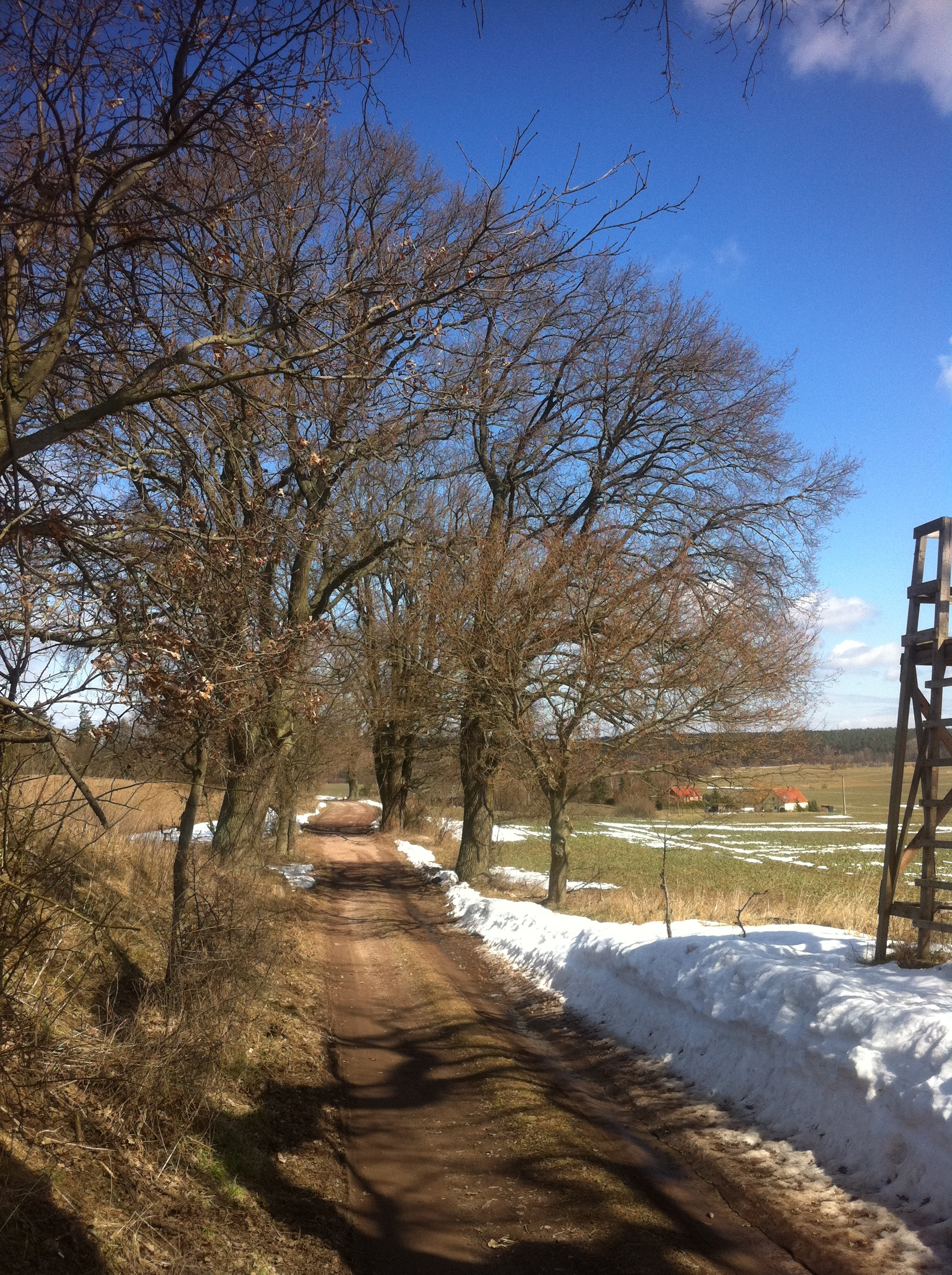
Anfahrt zum Rittergut Steinbeck bei Bellin aus südlicher Richtung (2013)
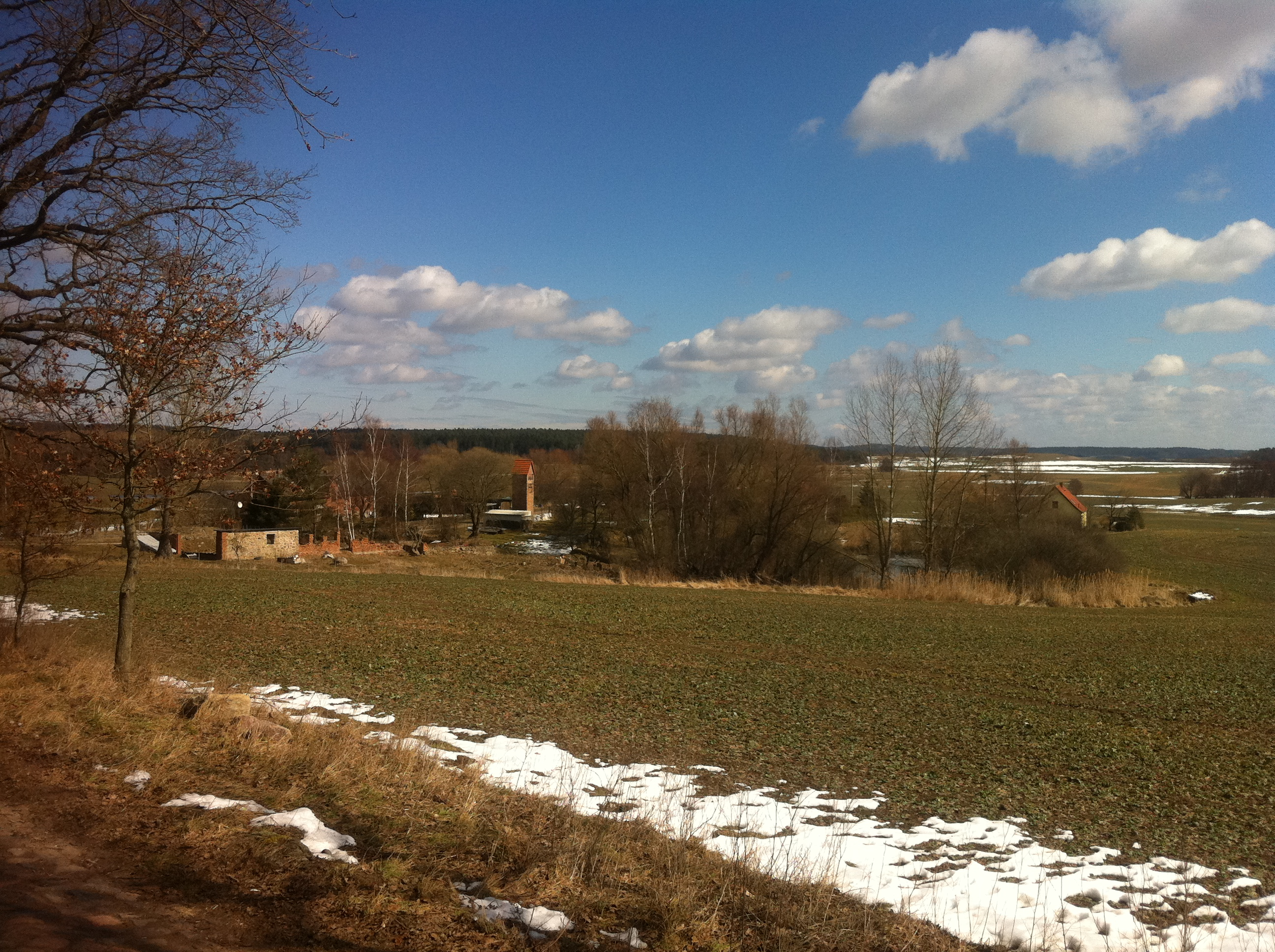
Ansicht des ehemaligen Rittergutes Steinbeck bei Bellin von Südwesten mit Kulturlandschaftsrelikten und aufgehenden Ruinen der Wirtschaftsgebäude (2013)
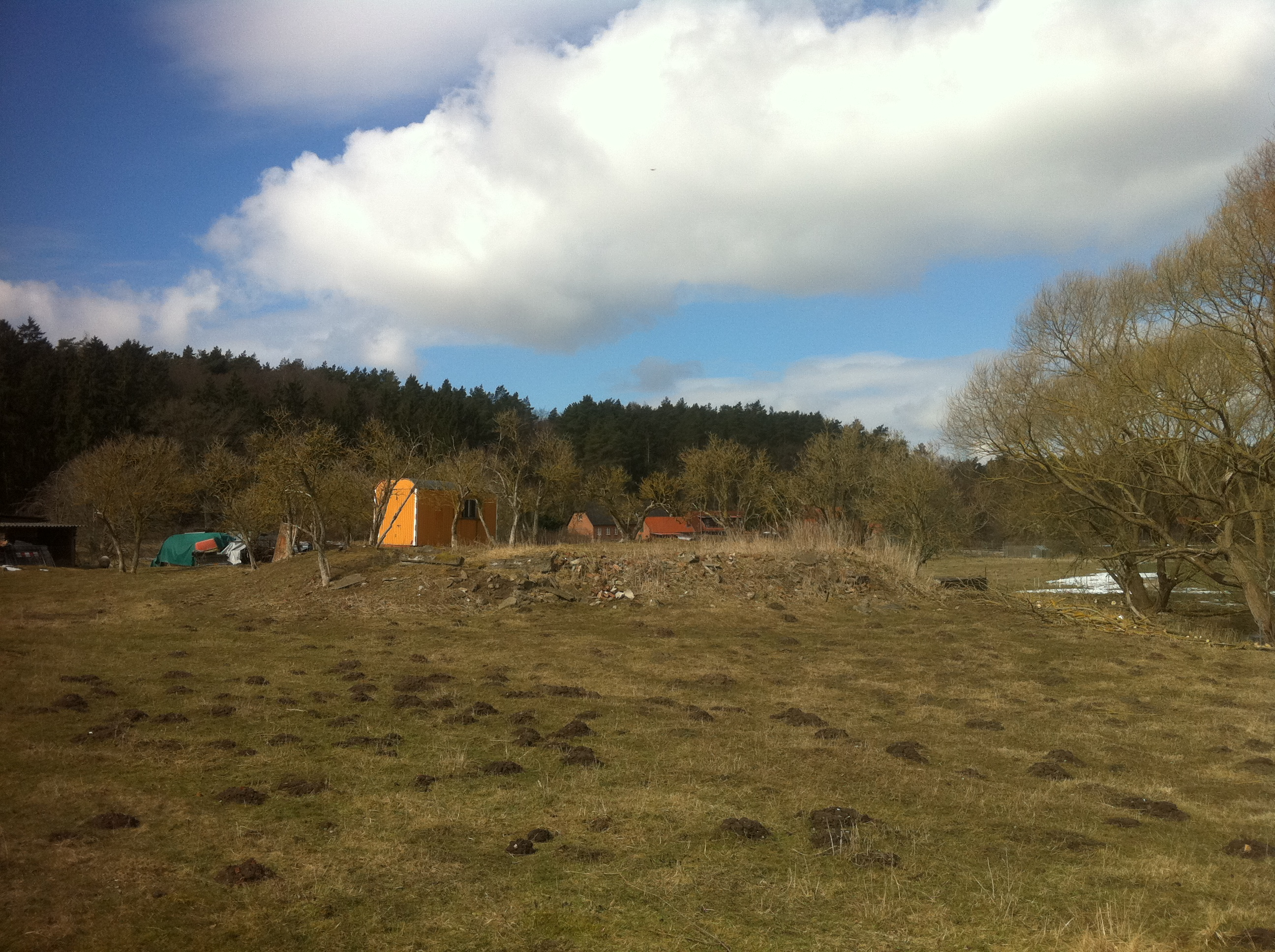
Rittergut Steinbeck bei Bellin. Hügel im Bereich des abgegangenen Herrenhauses von Süden (2013)
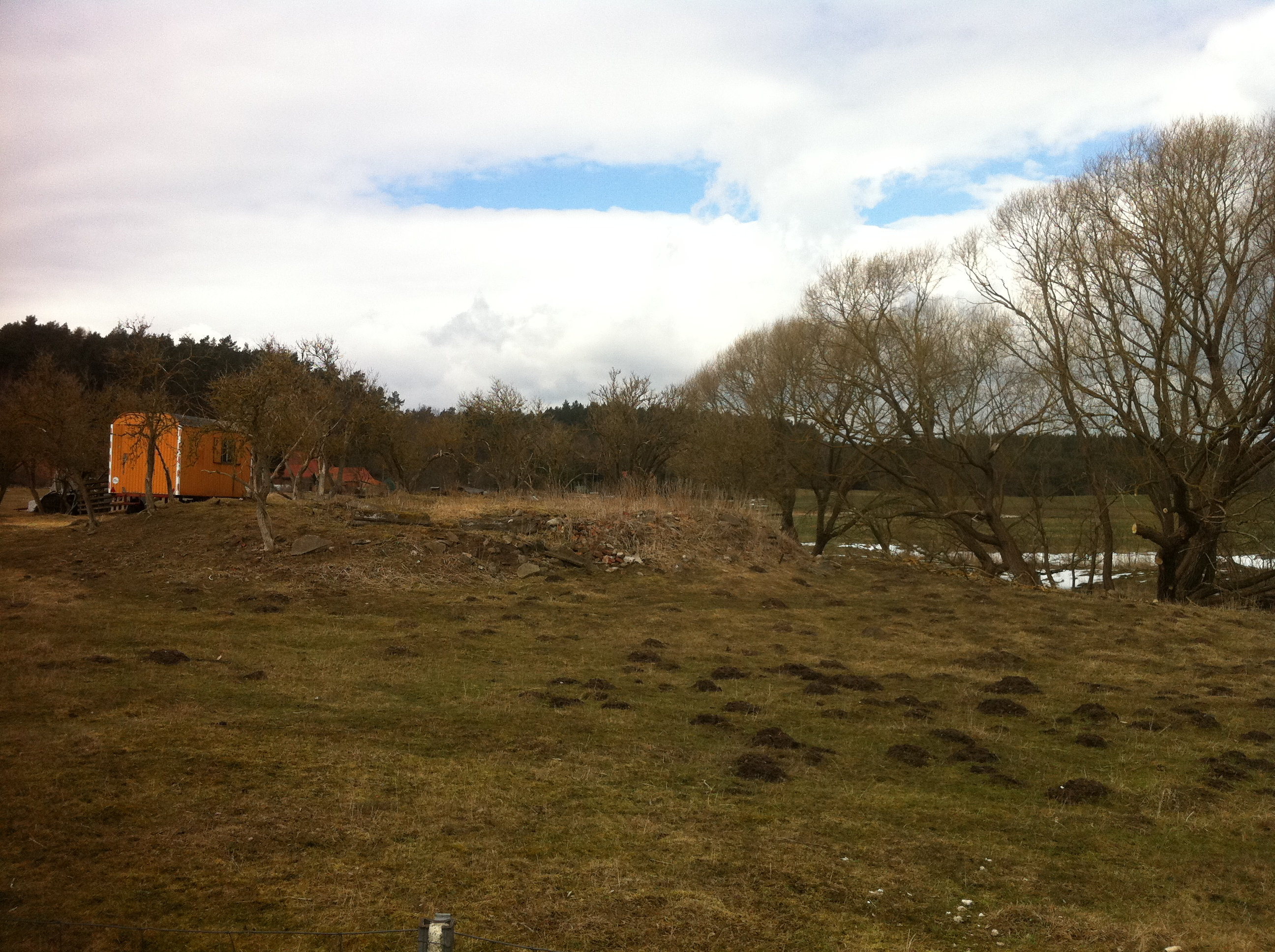
Rittergut Steinbeck bei Bellin. Hügel im Bereich des abgegangenen Herrenhauses von Süden mit Relikten von Park, Teich und Wassergraben (2013)